# 카란타니아

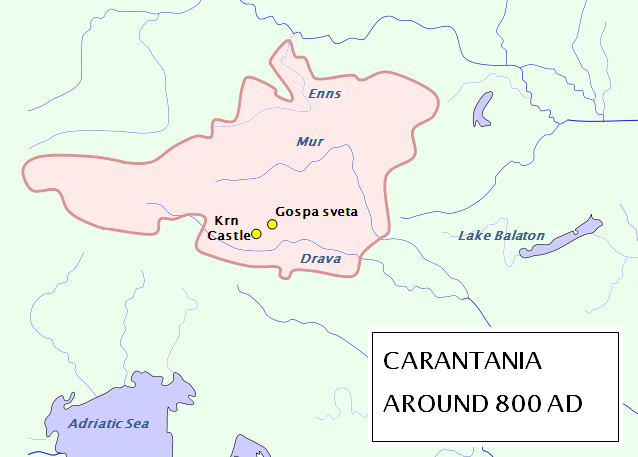

카란타니아(Carantania, 슬로베니아어: Karantanija, 독일어: Karantanien, 고대 슬라브어: *Korǫtanъ) 또는 카렌타니아(Carentania)는 기원후 7세기 후반, 오늘날의 오스트리아 남부와 슬로베니아 북동부에 걸친 지역에 등장한 슬라브족의 공국이었다. 889년 카롤링거 제국 내에서 만들어진 카린티아 변경(Markgrafschaft Karantanien)의 전신으로, 이는 다시 976년 케른텐 공국으로 변경된다.
선사시대부터 본래 켈트족(노리쿰)이 살던 지역으로, 서기 5세기 로마 제국이 쇠락하면서 고트족 등 게르만족이 들어왔고, 이들이 다시 아바르에게 밀려난 이후 슬라브족이 들어와 살기 시작했다. 이들을 카란타니아인이라고 하는데, 현대 슬로베니아인(특히 케른텐 슬로베니아인)의 주요한 기원이 된 것으로 추정된다. 828년 카롤루스 제국이 차지하여 케른텐 변경백국이 되었고, 곧 현지 군주들도 하판노니아 슬라브족의 군주인 류데비트 포사브스키의 반프랑크 반란을 지원했다는 이유로 폐위되어 게르만 귀족이 지배층이 되었다.

## 같이 보기
- 카란타니아인
- 카르눈툼
- 슬라브족의 동부 알프스 정착